# John Eliot (missionär)
John Eliot, född omkring 1604, död 21 maj 1690, var en engelsk missionär.
Eliot tillhörde de till Nya England i början av 1600-talet utvandrade puritanerna och verkade först som pastor i Roxbury. Han kom därvid i beröring med Massachusetts indianer och upptog från 1646 bland dem ett missionsarbete, som följdes av ganska betydande framgångar. De aldrig vilande striderna mellan nybyggarna och indianerna ödelade dock de flesta av Eliots missionsstationer. Eliot översatte bibeln till Mohikanernas språk, och med anledning av hans verksamhet grundades 1649 Englands första missionssällskap, Society for the propagation of the gospel in New England.